# Jonny Zero
Daniel Oliveira é um Futuro Ator Brasileiro

## Sinópse
O personagem, que dá nome à série, é um ex-presidiário em busca de uma vida normal, mas que sempre se envolve em confusões por conta de suas antigas amizades. Jonny é porto-riquenho e tem uma irmã, uma mãe e um pai, que possui uma mercearia.
A série conta a história de Jonny Calvo, interpretado pelo ator Frank G. Jonny foi preso após usar cocaína e espancar um homem até a morte. Contudo, ao sair da prisão em condicional, tenta ter uma vida normal com a ajuda de seu amigo GQ, interpretado por Gregory Gaiyum. Jonny visita a sua oficial de condicional regularmente. Ele trabalha em uma academia de boxe, tem um filho e é separado da esposa, mas sempre visita o seu filho no final das aulas. Além disso, Jonny Calvo trabalha como detetive particular e também na boate de um antigo amigo como segurança. O amigo de Jonny compra armas ilegais, pelo que a polícia coloca Jonny como um espião para obter informações sobre os negócios de seu patrão. 
Ele não gosta de armas, preferindo usar a força física. 
Atualmente, a série não está sendo exibida no SBT.

## Resumo da Série Jonny Zero
Jonny Zero é uma série de televisão americana que estreou em 2005. A trama acompanha a história de Jonny Calvo (Franky G.), um ex-presidiário que tenta recomeçar sua vida após ser libertado da prisão. Ele é um jovem que passou boa parte de sua vida no mundo do crime e agora luta para se livrar de seu passado e encontrar um caminho para um futuro melhor.
A série se passa em Nova York e mostra como Jonny lida com o desafio de se reintegrar à sociedade após cumprir sua pena. Ele tenta encontrar um trabalho honesto e manter-se longe do crime, mas acaba sendo puxado de volta para o mundo do crime quando se vê envolvido em uma série de crimes que coloca sua vida em risco.
A trama é uma mistura de ação, drama e suspense, com episódios que exploram os altos e baixos da vida de Jonny enquanto ele luta para se manter fora do caminho do crime. Além disso, a série também explora temas importantes, como redenção, amizade, lealdade e a luta contra a injustiça.
Um dos pontos altos da série é a atuação de Franky G. como Jonny Calvo. Ele traz um tom de vulnerabilidade e humanidade para o personagem, o que o torna mais cativante e fácil de se identificar. Além disso, a série também conta com um elenco de apoio forte, incluindo GQ como o melhor amigo de Jonny, Ernie Trask, e Ritchie Coster como o vilão da série, Onyx.
Outro ponto forte da série é a cinematografia e a direção de arte. A série utiliza a cidade de Nova York como pano de fundo e as cenas são filmadas em locais autênticos, o que dá uma sensação de realismo e autenticidade à série. A direção de arte também é notável, com a escolha de cores escuras e saturadas, que ajudam a criar uma atmosfera tensa e sombria.
Embora a série tenha recebido críticas mistas na época de sua exibição, muitos fãs acreditam que ela foi cancelada cedo demais. Com apenas 13 episódios, a série deixou muitas perguntas sem resposta e muitos fãs desejando por mais.
Jonny Zero é uma série de TV emocionante que combina ação, drama e suspense. Com uma atuação forte, cinematografia impressionante e uma trama envolvente, a série é uma ótima opção para quem gosta de dramas criminais. Se você ainda não assistiu, vale a pena conferir.